# Lokoua Taufahema
Lokoua Taufahema (4 agosto 1969) è un ex calciatore tongano, di ruolo centrocampista.